# Lossbergundersøgelsen
Lossbergundersøgelsen er en tysk militærplan, som blev udarbejdet af oberstløjtnant Bernhard von Lossberg ud videreudviklet under Alfred Jodl i OKW den 15. september 1940. Den nordlige angrebsretning ind i Sovjetunionen blev foretrukket i Barbarossa planen, som blev godkendt af Hitler. Nøgleafsnit:
"For at gennemføre operationerne er det for det første nødvendigt at afgøre, om hovedangrebet skal sættes ind nord- eller sydfor Pripet sumpene
... Fordelene ved at rette hovedangrebet nordfor er følgende: 
- langt bedre muligheder for opmarch (jernbaner)
- interesse at tilføre russerne et hurtigt nederlag i De baltiske lande
- forholdsvis bedre veje i operationens retning
- mulighed for samarbejde med 21. armégruppe, som udgår fra Finland
- mulighed for at nå Leningrad og Moskva

Fordelene ved at rette hovedangrebet sydpå er: 
- truet område i Rumænien
- mulighed for at forsyne de tyske motoriserede enheder fra Rumænien og Galicien (men langt ringere kommunikationslinje efter krydsning af den russiske grænse)
- betydningen af Ukraine.

Anbefalingen er at vælge den nordlige hovedangrebsretning."

"Hvordan samarbejdet mellem de to hovedgrupper i fremrykningen østpå fra Pripet.sumpene efterfølgende skal organiseres, og hvordan det endelige militære mål ser ud, afhænger i vid udstrækning af, om der sker et russisk sammenbrud efter indledende tyske sejre, og hvornår det sker". Tilsvarende argumenter for en nordlig hovedangrebsretning blev fremført den 26. november i den tyske generalstabs projekt.

## Eksterne kilder
- Fugate B., Operation Barbarossa, kap. 2